# Seine Liebeserfahrung
Seine Liebeserfahrung ist eine Erzählung von Eduard von Keyserling, die 1906 in der neuen Rundschau und 1909 in Buchform bei S. Fischer, Berlin erschien.

## Handlung
Der Ich-Erzähler, der angehende Schriftsteller Magnus von Brühlen, ein Müßiggänger aus adeliger, materiell sorgenfreier Sphäre, führt einen Sommer lang Tagebuch, mit dem festen Vorsatz, sich „eine Liebeserfahrung“ herbeizuschreiben, um sie dann zu reflektieren und gewissermaßen durch Literatur Leben zu generieren. Er lernt die offensichtlich unglücklich verheiratete Dame Claudia von Daahlen kennen. Er bleibt dabei allzu lange über seine Gefühle für sie im Unklaren, laviert und vergibt schließlich das nahe Glück. Er ist unfähig zur Tat, erlebt das Höchste in einer Nervenerotik und trägt von distanziertem Beisammensein in roter Dämmerung, von einer Liebkosung ohne Berührung einen Taumel davon. Eines Tages muss er erfahren, dass Claudia zwar tatsächlich die Ehe mit dem Baron von Daahlen gebrochen und urplötzlich das Weite gesucht hat, aber eben nicht mit ihm, sondern mit ihrem offenbar weit unternehmungslustigeren zweiten Verehrer, einem Baron Spall. Auch das Ladenmädchen, mit dem er sich zuvor getroffen hatte, nimmt sich einen Ophthalmologen zum Partner.

## Rezeption
Nach Ansicht von Tilman Krause offenbart die Novelle „einen für viele Leser sicherlich neuartigen Keyserling, einen Schriftsteller, der die Ironie ins Satirische zuspitzt, der auch einmal gar nicht als ein aus der Zeit Gefallener erscheint, sondern als ein geradezu trendbewußter Autor, der die Debatten, ästhetischen Vorlieben und literarischen Moden seiner Zeit auf das genaueste kennt und sehr viruos glossiert.“ Mit dem Titel Seine Liebeserfahrung sei „diese Novelle ungewöhnlich lakonisch, jedenfalls gar nicht poetisch-stimmungsvoll“ überschrieben. Krause resümiert:
Der Ophthalmologe, ein Mann also, der etwas vom Sehen versteht, triumphiert über den "Lebenskünstler", der, wie von Daahlen Brühlen bescheinigt hatte, "eben ein Kunstwerk lebt" und dessen pompös inszenierte "Liebeserfahrung" doch nur blinde Einbildung war – subtiler, grausamer kann ein Autor sich kaum über seinen Protagonisten, über den epochentypischen Seelenästheten und "Literaten", lustig machen. Wenn irgendwo, dann haben wir in dieser Novelle den "ungemütlichen Gesamthabitus" des Eduard von Keyserling, in dem Thomas Mann mit Recht seine Modernität erblickte.
Der Kritiker der Welt schrieb: diese Novelle [ist] ungewöhnlich lakonisch, jedenfalls gar nicht poetisch-stimmungsvoll, überschrieben. [...] Ihr Held ist zwar wiederum ein Müßiggänger aus adeliger, materiell sorgenfreier Sphäre. Aber dieser junge Herr von Brühlen ist doch auch ein Intellektueller, ein vom Willen zum Leben als Kunstwerk durchdrungener Dandy und Décadent, ein Möchtegernschriftsteller gar, der noch dazu Livius liest und Platon übersetzt. Auf seine etwas bemühte Weise ist er sogar ein Geistesaristokrat, der wie so viele begabte junge Leute aus der Generation, die auf Keyserling folgte, in Nietzsche seinen geistig-ästhetischen Lehrmeister erblickt. [...]

## Erstveröffentlichung
Keyserlings Erzählung erschien erstmals 1906 in der Zeitschrift Neue Rundschau (XVIIter Jahrgang der Freien Bühne, Erster und Zweiter Band) im S. Fischer Verlag Berlin.

## Ausgaben
- Eduard von Keyserling: Bunte Herzen. Zwei Novellen. 1909
- E(duard) v. Keyserling: Gesammelte Erzählungen. Band I (von 4). Berlin, S. Fischer, 1922
- Eduard von Keyserling: Seine Liebeserfahrung: Erzählung. Frankfurt/Main, Fischer Taschenbuch Verlag, 1999. ISBN 3596144701 / 3-596-14470-1
- Eduard von Keyserling: Im stillen Winkel. Manesse Verlag, 2006. ISBN 9783717520986